# Dictator (álbum)
Dictator é o segundo álbum de estúdio da banda Daron Malakian and Scars on Broadway. Foi lançado em 20 de Julho de 2018 pela gravadora Scarred for Life. O álbum conta com 12 músicas, tendo dois singles. "Lives" foi lançada como single em 23 de Abril e "Dictator" em 1 de Junho.

## Produção
Daron Malakian escreveu, produziu e gravou o álbum durante dez dias em 2012. Dictator foi oficialmente anunciado em 16 de abril de 2018. Em relação ao atraso do álbum, Malakian afirmou que "não saber o que está acontecendo com o System me impediu de colocar minhas próprias coisas para fora. Muito tempo se passou, e estou realmente empolgado para finalmente conseguir alguma música." Malakian afirmou que o novo álbum poderia ter sido lançado pelo System of a Down, no entanto os membros da banda não poderiam concordar com a direção musical.
Quando o álbum foi anunciado, a banda foi rebatizada como “Daron Malakian e Scars on Broadway” (anteriormente conhecido apenas como Scars on Broadway).

## Músicas
Todas as faixas escritas e compostas por Daron Malakian, exceto onde indicado. 
| N.º            | Título                                                    | Duração |  |
| 1.             | "Lives"                                                   | 4:04    |  |
| 2.             | "Angry Guru"                                              | 3:36    |  |
| 3.             | "Dictator"                                                | 3:00    |  |
| 4.             | "Fuck and Kill"                                           | 3:35    |  |
| 5.             | "Guns Are Loaded"                                         | 4:17    |  |
| 6.             | "Never Forget"                                            | 3:19    |  |
| 7.             | "Talkin' Shit"                                            | 4:50    |  |
| 8.             | "Till the End"                                            | 4:55    |  |
| 9.             | "We Won't Obey"                                           | 3:39    |  |
| 10.            | "Sickening Wars"                                          | 2:18    |  |
| 11.            | "Gie Mou "My Son"" (instrumental, Stamatis Kokotas cover) | 2:56    |  |
| 12.            | "Assimilate" (Skinny Puppy cover)                         | 3:39    |  |
| Duração total: | Duração total:                                            | 44:05   |  |

## Recepção
The Independent  deu ao álbum 4 de 5 estrelas, afirmando "Com um dinamismo e ferocidade como alguns outros lançamentos até agora este ano, Dictator lança uma luz sobre a proeza musical de Malakian: ele executa todos os instrumentos no disco além de tarefas vocais, criando um deslocamento, humor imersivo que se aprofunda em tudo, desde o thrash direto até o início dos anos 80 e a assinatura da guitarra influenciada pelo Oriente Médio. The Arts Desk also gave the album 4 out of 5, stating "All in all, though, Dictator is an immediate and accessible affair, with irresistible hooks, singalong choruses and a pleasing amount of crunchy heaviness."
Exclaim! deu ao álbum 3,5 de 5 estrelas, afirmando "Dictator é um lançamento forte que toca em muitos dos elementos dos álbuns finais do System of A Down, sem muitos dos momentos peculiares desses registros. Ainda assim, ele aparece como o retorno registro que poderia ter sido enorme, mas nunca aconteceu. "